# Robert Wierinckx
Robert Wierinckx (Elsene, 12 april 1915 - Rixensart, 29 december 2002) was een Belgisch wielrenner. In 1934 won hij het eindklassement van de Ronde van België voor onafhankelijken. Wierinckx was beroepsrenner van 1935 tot 1942.  In 1934 won hij het eindklassement in de Omloop van het Westen. In de Ronde van Frankrijk 1936 won Wierinckx de etappe in Charleville.

## Resultaten in voornaamste wedstrijden
| Jaar | Ronde van Italië | Ronde van Frankrijk | Ronde van Spanje |
| ---- | ---------------- | ------------------- | ---------------- |
| 1935 |                  |                     |                  |
| 1936 |                  | opgave (1)          |                  |
| 1937 |                  | opgave              |                  |
| 1938 |                  |                     |                  |
| 1939 |                  |                     |                  |

| Jaar | Ronde van Vlaanderen | Parijs-Roubaix | Luik-Bast.‑Luik | Parijs-Brussel | Parijs-Tours |
| ---- | -------------------- | -------------- | --------------- | -------------- | ------------ |
| 1935 | 16e                  |                | 19e             | 10e            |              |
| 1936 | 22e                  |                |                 | 6e             | 10e          |
| 1937 | 30e                  |                |                 | 6e             |              |
| 1938 |                      |                |                 | 34e            |              |
| 1939 | 27e                  | 7e             |                 |                | 16e          |